# List do pani Bixby

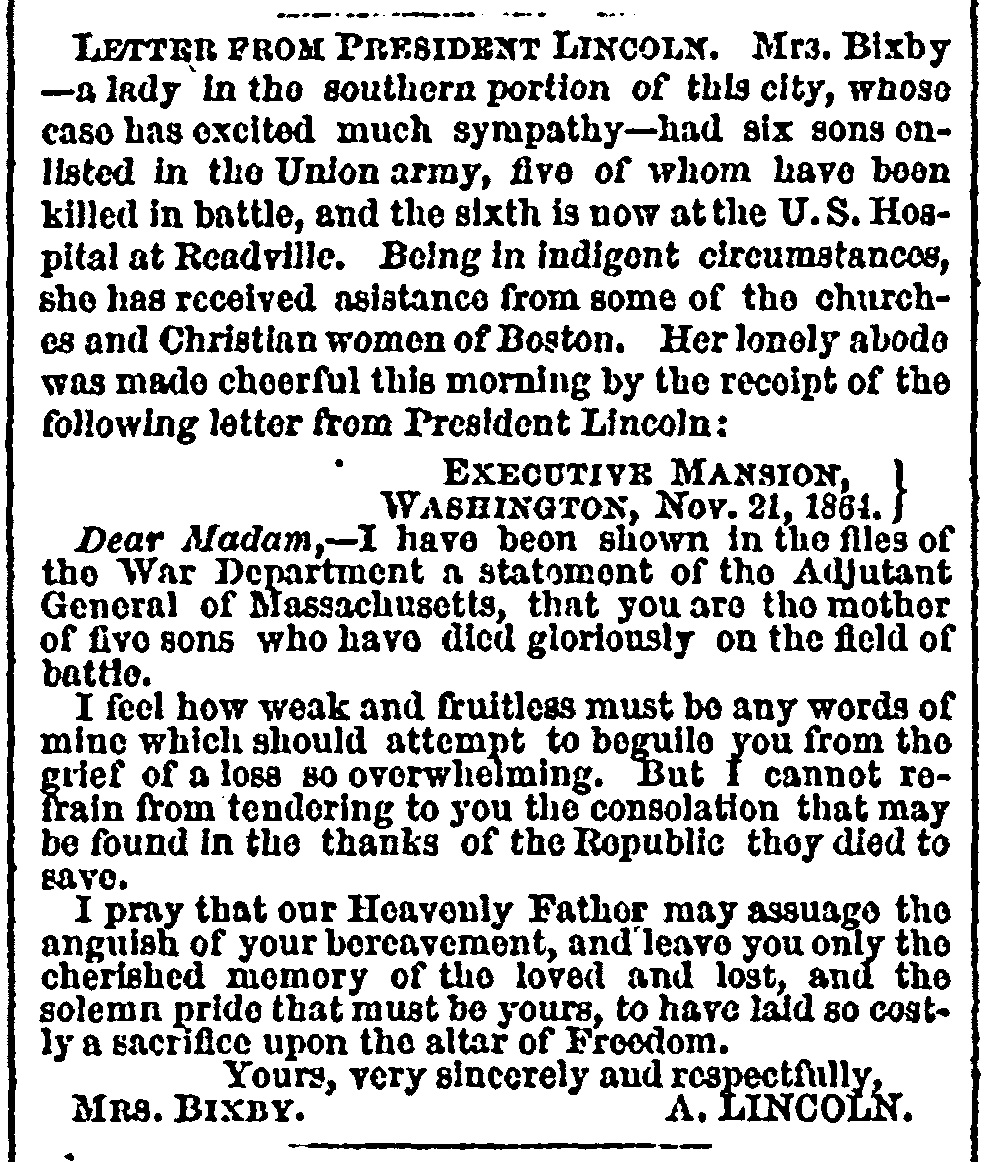
List do pani Bixby opublikowany w gazecie „Boston Evening Transcript”

List do pani Bixby – list wysłany przez amerykańskiego prezydenta Abrahama Lincolna w listopadzie 1864 roku do Lydii Parker Bixby, której pięciu synów miało zginąć w czasie wojny secesyjnej.
Uznawany jest za jedno z arcydzieł piśmiennictwa angielskiego i za jeden z najlepszych tekstów Lincolna obok Przemowy getysburskiej.

## Tekst listu

### Oryginalny tekst[3]
Executive Mansion,
Washington, Nov. 21, 1864.
Dear Madam,
I have been shown in the files of the War Department a statement of the Adjutant General of Massachusetts that you are the mother of five sons who have died gloriously on the field of battle.
I feel how weak and fruitless must be any word of mine which should attempt to beguile you from the grief of a loss so overwhelming. But I cannot refrain from tendering you the consolation that may be found in the thanks of the Republic they died to save.
I pray that our Heavenly Father may assuage the anguish of your bereavement, and leave you only the cherished memory of the loved and lost, and the solemn pride that must be yours to have laid so costly a sacrifice upon the altar of freedom.
Yours, very sincerely and respectfully,
A. Lincoln

### Polskie tłumaczenie[1]
Biały Dom, Waszyngton, 21 listopada 1864
Droga Pani,
W Departamencie Wojny pokazano dokument Adiutanta Generalnego stanu Massachusetts, w którym wskazano, że jest pani matką pięciu synów, którzy zginęli chwalebnie na polu walki.
Czuję, że słabe i bezowocne muszą być jakiekolwiek słowa z mojej strony, które mogłyby oszukać pani żal po stracie tak przytłaczającej. Nie mogę powstrzymać się przed zaproponowaniem pocieszenia, które może być znalezione w podziękowaniach złożonych przez Republikę, w obronie której zginęli.
Modlę się do naszego Ojca Niebieskiego, żeby złagodził ból pani żałoby i pozwolił jej cieszyć się pamięcią o ukochanych i straconych bliskich. Ta uroczysta duma musi pozostać przez panią złożona na ołtarzu Wolności.
Z poważaniem i szacunkiem
A. Lincoln

## Historia

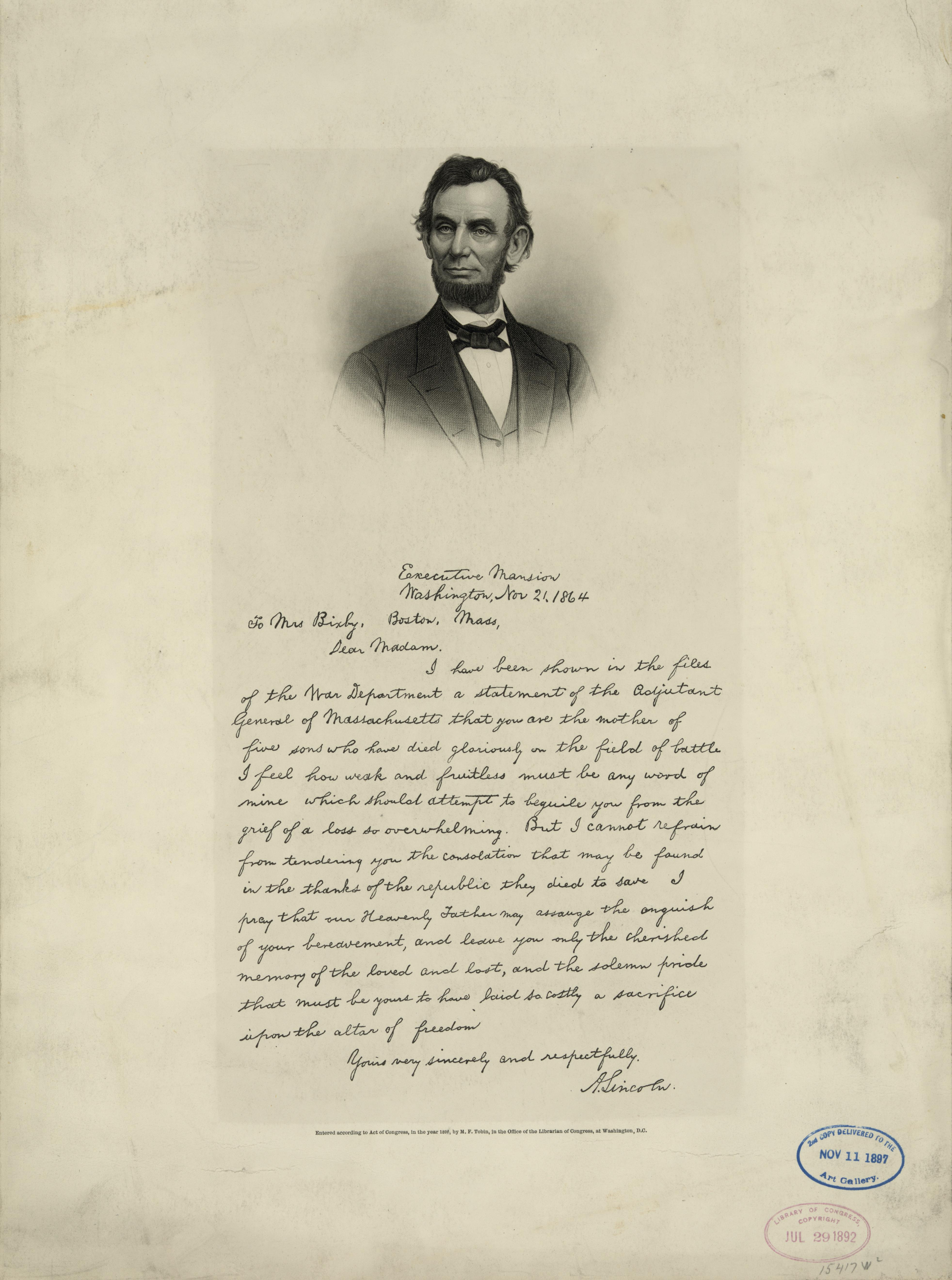
Litograficzna kopia listu Michaela Tobina (1891)

21 września 1864 roku do gubernatora stanu Massachusetts Johna Albiona Andrew napisał Otis Newhall, ojciec pięciu żołnierzy Unii, z prośbą o zwolnienie ze służby wojskowej rannego syna. W reakcji gubernator napisał do adiutanta generalnego stanu Massachusetts Williama Schoulera list z pytaniem o pomoc w tej sprawie. Schouler odpowiedział, że potrzebuje do tego aprobaty Departamentu Wojny. Wspomniał przy okazji o niejakiej wdowie imieniem Lydia Bixby, której dwa lata wcześniej pomógł odwiedzić syna w szpitalu wojskowym. Kilka dni przedtem przyjechała ona do jego biura, twierdząc, że pięciu jej synów poległo w walkach po stronie Unii. Po tej informacji gubernator wystosował prośbę do Departamentu Wojny, sugerując, by prezydent Lincoln napisał do wdowy Bixby list. Ponieważ przystał on na tę propozycję, Schouler wysłał do niej posłańca, by uzyskać informację o imionach jej synów i jednostkach, w których służyli. Pod koniec października prezydent Lincoln otrzymał w tej sprawie raport.
21 listopada gazeta „Boston Evening Transcript” opublikowała apel Schoulera o przekazywanie datków na wsparcie rodzin żołnierzy. Wspomniał też o wdowie, która straciła pięciu synów na wojnie. Część darowizny Schouler przekazał pani Bixby i odwiedził jej dom w Święto Dziękczynienia, 24 listopada. Następnego ranka otrzymała ona list prezydenta Lincolna. Tego samego dnia przedrukowała go gazeta „Boston Evening Transcript”.
Nie wiadomo dokładnie, co stało się z listem, który otrzymała pani Bixby. Jednakże jej wnuczka w jednym z wywiadów powiedziała, że babcia zniszczyła go wkrótce po otrzymaniu, nie zdając sobie sprawy z jego wartości. Miało to wynikać z faktu, że była żarliwą zwolenniczką Konfederacji.

## Autorstwo
Choć za autora listu uchodzi Abraham Lincoln, to już w XIX wieku pojawiły się przypuszczenia, że w rzeczywistości był nim jego sekretarz John Hay. Listopad 1864 roku był dla prezydenta bardzo pracowity, więc miał przekazać zadanie napisania listu Hayowi. Jednakże sam sekretarz, pisząc w 1904 roku do Williama E. Chandlera, zapewniał, że autorem listu do pani Bixby był Lincoln.
W 1988 roku na prośbę badacza Johna Nickella profesor anglistyki Jean G. Pival z Uniwersytetu w Kentucky przeanalizował słownictwo, składnię i elementy stylistyczne listu, po czym uznał, że jego autorem musiał być Hay.
W 2017 roku grupa badaczy z Uniwersytetu Aston, wykorzystując technikę N-gram trading, przeanalizowała dziesiątki tekstów Haya i Lincolna, by ustalić ich charakterystyczne szczegóły i styl. Analiza komputerowa wykazała, że z 90-procentową pewnością autorem listu był Hay.